# Lorena López de Lacalle Arizti
Lorena López de Lacalle Arizti (Vitòria, 16 d'agost de 1959) és una política basca, presidenta de l'Aliança Lliure Europea des de 2019.

## Biografia
Va ser professora de traducció i interpretació a la Universitat de Ginebra, a la Universitat d'Estrasburg i a la Universitat del País Basc. Ha treballat com a intèrpret al Parlament Europeu a la Comissió Europea i al Consell d'Europa durant 25 anys. És membre del partit Eusko Alkartasuna des del 2005 i membre de l'Assemblea Nacional d'Eusko Alkartasuna des del 2009.
Des de l'agost de 2007 fins al 2010 va ser diputada de Cultura, Euskera i Esports de la Diputació d'Àlaba. Com a diputada, va ser membre de la fundació de la Catedral de Santa Maria de Vitòria, membre de la junta del Museu Artium i presidenta de la fundació de l'Escola d'Arts i Oficis de Vitòria. Va ser la primera presidenta de la Fundació Vall Salada d'Añana. Mentre era diputada, van tenir lloc els descobriments d'ostres de Iruña-Veleia. Tot i que inicialment les troballes no estaven confirmades, l'arqueòleg que va demandar López de Lacalle el 2009 va trobar indicis de la falsificació de les peces.
L'any 2011 va ser nomenada secretària de Solidaritat Internacional i de Suport al Desenvolupament d'Eusko Alkartasuna (EA), així com membre del comitè de l'Aliança Lliure Europea. A les eleccions provincials i municipals de 2011 i 2015 va ser elegida diputada a les Juntes Generals d'Àlaba, en substitució de l'antiga coalició Bildu i després de la coalició EH Bildu. De 2012 a 2019 va ser vicepresidenta d'Eurobasque, el consell basc del Moviment Europeu.
Va ser vicepresidenta de l'Aliança Lliure Europea des de maig de 2011 i presideix el partit europeu des del març de 2019. Va ser la segona representant d'EA després que Carlos Garaikoetxea ostentés la presidència de l'Aliança en la dècada del 1990.
Ha col·laborat en diferents ONG sobre cooperació al desenvolupament i acolliment a emigrants. Parla francès, anglès, italià, portuguès, espanyol i basc.